# Zearing (Iowa)
Zearing – miasto w Stanach Zjednoczonych, w stanie Iowa, w hrabstwie Story. Zgodnie ze spisem statystycznym
z 2000 miasto liczyło 617 mieszkańców.